# Diorchidium koordersii
Diorchidium koordersii är en svampart som beskrevs av Wurth 1908. Diorchidium koordersii ingår i släktet Diorchidium och familjen Raveneliaceae.   Inga underarter finns listade i Catalogue of Life.